# Arhitektura secesije u Osijeku
Osijek je na samome početku dvadesetog stoljeća postao arhitektonskom scenom na kojoj „domaći, osječki graditelji stvaraju djela doista na (srednjo)europskoj razini, djela koja bi bez ikakve sumnje trebala postati referentna u općim pregledima arhitekture Monarhije tog razdoblja.“ Osijek je to razdoblje dočekao na vrhuncu gospodarskog procvata. Ključni politički događaji koji su otvorili put preobrazbe Osijeka u gospodarsko središte Slavonije bili su aneksija Bosne i Hercegovine 1878. i banovanje Khuena Hédervárya (1883-1903). Aneksijom BiH otvoreno je novo tržište na koje je bio ubačen svježi kapital s ciljem pokretanja lokalnog gospodarstva. Od toga je koristi imao i Osijek u kojem su među ostalim otvorene Podružnica Austrougarske banke (1881.) i brojne privatne novčarske tvrtke (Sorger, Weiszmayer). 
Kao rezultat gospodarskog napretka javio se i značajan demografski rast. Međutim, „umjetnost i kultura naglo su se europeizirali razvijali mnogo brže od gospodarskih i društvenih odnosa.“ Upravo se u takvim okolnostima razvijala bogata ostavština osječke secesijske arhitekture.

## Secesija u Osijeku
Secesija je u Osijeku ostavila doista značajna ostvarenja, i to ne isključivo u arhitekturi nego i u urbanizmu, umjetničkom obrtu, skulpturi i slikarstvu. Već krajem 19. stoljeća pojavile su se određene stilske karakteristike secesije, prvenstveno u vidu dekoracije pročelja zgrada. Secesija u Osijeku trajala je u kontinuitetu od te „protosecesijske“ faze oko 1900-te, pa sve do 1930-ih godina i „kasnosecesijskih“ ostvarenja u kojima su i dalje bile prisutne naznake secesijskih stilskih karakteristika.
U arhitekturi osječke secesije vidljivi su utjecaji bečke secesije, münchenskog Jugendstila i peštanske secesije. Utjecaji su dijelom rezultat bečkog školovanja dvojice vodećih arhitekata Wilhelma Carla Hofbauera i Ante Slavičeka i münchenskog školovanja treće vodeće ličnosti osječke secesijske arhitekture i urbanizma - Viktora Axmanna. Također je važno istaknuti i određene lokalizme koji se očituju u repertoaru dekorativnih motiva „slavonskih polja i voda“.
„Iako nastaje geografski udaljena od suvremenih arhitektonskih izvora u europskim centrima, arhitektura osječke secesije uspjela je s njima uhvatiti korak.“

## Urbanistički razvoj grada Osijeka u razdoblju secesije
Kao rezultat potrebe zbog naglog demografskog rasta, ali i želje za urbanističkim preuređenjem grada po uzoru na europske metropole, 1893. Kraljevska zemaljska vlada naručila je izradu urbanističkog plana razvoja grada Osijeka. Prijedlog je izradio djelatnik Inžinirskog ureda grada Osijeka Skender Kovačević sa suradnicima, među kojima je najznačajniji ranije spomenuti Viktor Axmann. Urbanistički plan predviđao je novogradnju na slobodnim parcelama u središtu Gornjeg grada, gradnju novog gradskog središta jugozapadno od Tvrđe, rušenje gradskih zidina i uređenje perifernih dijelova grada. Kao obvezni dio zadana je provedba izgradnje na potezu između Drave, Županijske ceste, željezničkog kolodvora i pruge do dravskog mosta. Urbanistički plan nije proveden u cijelosti jer je izgradnju naglo prekinuo Prvi, a potom i Drugi svjetski rat.
Već u ranijem stilskom razdoblju historicizma započela je parcelizacija gradskog zemljišta i povlačenje rezidencijalnih uličnih poteza (Županijska cesta). Takvi projekti nastavljeni su i u razdoblju secesije, a kao stilski najcjelovitiji secesijski urbanistički projekt ističe se Europska avenija - „rezidencijalni potez jednokatnih i dvokatnih urbanih vila s predvrtovima.“ Ambijentalna vrijednost Europske avenije ostala je u velikoj mjeri sačuvana i danas, što je čini jednim od rijetkih cjelovito sačuvanih urbanističkih projekata tog tipa, ne samo u Hrvatskoj, nego i na širem srednjoeuropskom prostoru.
Osim Europske avenije u razdoblju secesije formirane su i sljedeće gradske cjeline: Sakuntala park (danas Preradovićevo šetalište) i kompleks stambenih zgrada u Parku kralja Krešimira IV. Tu su dakako i pojedinačna ostvarenja osječke secesijske arhitekture.

## Primjeri osječke secesijske arhitekture
Prva pojava secesije u osječkoj arhitekturi vidljiva je u oblikovanju pročelja Židovske bogoštovne općine u Radićevoj ulici. Projekt iz 1899. potpisuje Wilchelm Carl Hofbauer. 
Na zapadnom kraju Europske avenije smještena je uglovnica arhitekta Ante Slavičeka - kuća Gillming - Hengl. Danas je u funkciji Gradske i sveučilišne knjižnice. 
Duž avenije sagrađene su urbane vile u stilu zrele secesije: kuća Plavišić - Sekulić, kuća Grčić (Dionis Sunko), kuća Povischil (A. Slaviček, 1903.), kuća Sauter (A. Slaviček, 1904.), kuća Kästenbaum - Korsky (F. Fischer, 1905.). Neke su zajedničke karakteristike tih ostvarenja parcele na kojima su vile izgrađene, a koje su nerijetko šire od petnaest metara. Također, kuće su od pješačke zone i ulice odvojene predvrtovima ograđenima ukrasnim željeznim ogradama karakteristične secesijske stilizacije. Uglavnom imaju i stražnje vrtove duboke i do dvadeset metara. Kuća Kästenbaum - Korsky primjer je stilski najčišćeg secesijskog objekta u Osijeku, pored kina Urania i zgrade Glavne pošte.
Kuće u Europskoj aveniji pokazuju stilske karakteristike peštanske secesije, osobito u načinu projektiranja samog volumena građevine koji podsjeća na mađarsko narodno graditeljstvo. To je osobito vidljivo na primjeru prizemnih kuća građenih u stilu „secesije medenjaka“.
Ilustrativan primjer je kuća Knopp u Adamovićevoj ulici, projekt Ante Slavičeka iz 1905.
Osim stambenih objekata, duž Europske avenije podizani su i objekti javne namjene. Jedan od takvih je i zgrada Glavne pošte peštanskog arhitekta Istvana Bierbauera iz 1912. Građena je u stilu peštanske secesije i ujedno je najveća secesijska zgrada u Osijeku.
Apsolutna ikona osječke secesije je zgrada kina Urania. Projekt Viktora Axmanna iz 1912. spada među temeljna ostvarenja hrvatske secesije. Pročelje je oblikovano na izrazito originalan način. Kroz grafizam pročelja, način oblikovanja i rasporeda prozorskih otvora naslućuje se utjecaj arhitekture Josefa Hoffmanna. Modernost ideje izbija i iz činjenice da je unutrašnja organizacija prostora podređena funkciji, kao i oblikovanje samog volumena građevine. Koliko je kino «Urania» za ono doba ambiciozan pothvat pokazuje i činjenica da je kino imalo klima uređaje («…ventilaciju tlakom zraka… što isključuje svaku promahu»), električnu rasvjetu iz vlastitog plinskog generatora, a za svaki slučaj i plinsku rasvjetu i vlastito plinsko centralno grijanje, električnu blagajnu koja na zahtjev štampa i izdaje ulaznice itd.
Arhitektonska baština osječke secesije zauzima istaknuto mjesto u okvirima hrvatske secesije. Istovremeno pojedini objekti poput Glavne pošte i kuće Kästenbaum - Korsky čistoćom secesijskog izraza pariraju ponajboljim europskim ostvarenjima. Ipak, kino Urania zauzima posebno mjesto u okvirima osječke, ali i srednjoeuropske secesijske arhitektonske baštine. Svojom inovativnošću i punom afirmacijom načela moderne arhitekture zaslužuje biti uvršteno u preglede europske secesijske arhitekture.
Dodatnu važnost arhitektonskom opusu osječke secesije daje urbanistički potez Europske avenije, kao primjer izrazito dobro očuvanog izvornog secesijskog ambijenta.

## Galerija djela
- Kuća Čačinović
- Kuća Vranešević
- Kuća Sekulić-Plavšić
- Kino Urania
- Kuća Gillming-Hengl
- Kuća Povischil
- Kuća Nayer
- Kuća Sauter
- Kuća Korsky
- Kuća Spitzer
- Kuća Grgić
- Kuća Baumgärtner
- Palača pošte
- Kirurški paviljon